# Parafia św. Barbary w Kokoszkowach
Parafia Świętej Barbary w Kokoszkowach – parafia rzymskokatolicka, znajdująca się w diecezji pelplińskiej, w dekanacie Starogard Gdański.